# PR Возничего
PR Возничего (лат. PR Aurigae) — одиночная переменная звезда в созвездии Возничего на расстоянии (вычисленном из значения параллакса) приблизительно 7876 световых лет (около 2415 парсеков) от Солнца. Видимая звёздная величина звезды — от +10,7m до +10,4m.

## Характеристики
PR Возничего — красная пульсирующая полуправильная переменная звезда типа SRB (SRB) спектрального класса M6. Эффективная температура — около 3296 К.